# Ratatata
«Ratatata» (estilizada en mayúsculas) es una canción de la banda japonesa de kawaii metal Babymetal y la banda alemana de metal Electric Callboy. Fue lanzada como sencillo el 23 de mayo de 2024. Posteriormente, las dos bandas colaboraron en un juego interactivo para dispositivos móviles, cuya única canción en la banda sonora era "Ratatata".
Más tarde se utilizó como tema principal del PPV Bash in Berlin de la WWE en 2024.

## Antecedentes
El 16 de mayo de 2024, un video teaser anunció sorprendentemente que las dos bandas colaborarían en nueva música. Simultáneamente, se anunció que un sencillo titulado "Ratatata" se lanzaría la semana siguiente, el 23 de mayo. Debutaron la canción en vivo juntos por primera vez dos días después del lanzamiento de la canción el 25 de mayo en Saitama, Japón, como parte del Babymetal's Fox Fest.

## Composición
En declaraciones para Consequence, Jon Hadusek describió la colaboración entre las dos bandas como "dos de los practicantes más destacados del 'dance metal' y está a la altura de sus expectativas. Los riffs de metal tecnológico se infunden en un ritmo EDM pulsante, sobre el cual Babymetal y Electric Callboy comparten las tareas vocales: el primero maneja las melodías más altas y el segundo proporciona las guturales y la voz metalcore.

## Video musical
El video musical de "Ratatata" fue dirigido por los Schillobros y se lanzó junto con el sencillo que lo acompañaba el 23 de mayo de 2024.
En febrero de 2025, el video musical de "Ratatata" tenía más de 36 millones de vistas en YouTube.

## Posicionamiento en lista
| Lista (2024)                       | Posición |
| ---------------------------------- | -------- |
| Alemania (Official German Charts)  | 55       |
| Australia Digital Tracks (ARIA)    | 24       |
| Austria (Ö3 Austria Top 40)        | 66       |
| New Zealand Hot Singles (RMNZ)     | 39       |
| UK Singles Downloads (OCC)         | 22       |
| UK Singles Sales (OCC)             | 23       |
| UK Rock & Metal (OCC)              | 22       |
| US Hot Hard Rock Songs (Billboard) | 6        |